# Soulitude
Soulitude är ett progressive power metal-projekt, startat 2004 i Bilbao, Biscaya, Spanien av musikern Ignacio "Jevo" Garamendi (gitarrist i banden "Valhalla" , "Jevo" och "El Reno Renardo"). 
Sedan det hela började har det varit ett enmansprojekt där "Jevo" räknar med gästmusiker under skivinspelningarna. Alla skivorna (förutom den sista) går att laddas ner fritt på den officiella hemsidan.

## Medlemmar
- Ignacio "Jevo" Garamendi – sång (2004–2012), gitarr, basgitarr, keyboard, trumprogrammering, musikproduktion

## Diskografi

### Studioalbum
- The Crawlian Supremacy – 2006
- Destroy All Humans – 2008
- Wonderfool World – 2010
- Requiem for a Dead Planet – 2012
- The Last Warning – 2016
- Remains – 2018

### Singlar
- "Athletic XXI" – 2007

## Bidragande studiomusiker

### "The Crawlian Supremacy"

#### Sång
- Gaizka de Artaza (RAZZE)
- Joel Vitorica “Jowy” (DROWN INSANITY)
- Javier Navarro “Patxa” (VALHALLA, ADGAR)
- Lorenzo "Loren" Mutiozabal (NIGHTFEAR, ARGORLOK)
- Richard Villalba (DARK FANTASY, SACRUM)
- Itziar Tueros

#### Gitarr
- Mikel Martinez (också känd som Mikel Torralba) (VALHALLA, EL RENO RENARDO, ALMÓNDIGA)
- Jagoba Ormaetxea (J.O PROJECT, JARE, AUTOSTEREO)

#### Basgitarr
- Chefy (José Félix Melsió Martínez) (VALHALLA, LOS COJONES, WAR, SABOTAJE, DEFCOM, REACCIÓN)

#### Trummor
- Iván Corcuera (också känd som Ivan Cormen) (VALHALLA, EL RENO RENARDO, HAPPY MORGUE, NORDVIND)

### "Destroy All Humans"

#### Sång
- Joel Vitorica “Jowy” (DROWN INSANITY)
- Lorenzo Mutiozabal “Loren” (NIGHTFEAR, ARGORLOK)

#### Trummor
- Ibon Jordan

### "Wonderfool World"

#### Sång
- Lorenzo Mutiozabal “Loren” (NIGHTFEAR, ARGORLOK)
- Alain Concepción
- Gotzon Castro (ODD HEATHENISH)

### "Requiem for a Dead Planet"

#### Sång
- Lorenzo Mutiozabal “Loren” (NIGHTFEAR, ARGORLOK)
- Max Morton (MORTON – Ukraina)
- Ian Giedrojc (NIHIL QUEST – Polen)
- Alain Concepción
- Marco Cudan (HARPIA DEIIS – Österrike)

#### Gitarr
- Mikel Martinez (VALHALLA, EL RENO RENARDO)
- Jagoba Ormaetxea (J.O PROJECT, JARE, AUTOSTEREO)
- Javi Mesa (THE NAME)
- James "Jaymz" Stephenson (THE BLACK STYMPHALIAN, RIFT, TORMENT – Storbritannien)
- Felix Neumann (MASS MIND BREEDING, ACT OF RAGE – Tyskland)
- Carlos Alvarez (SHADOWDANCE – USA)
- Marco Cudan (HARPIA DEIIS – Österrike)